# Super Clásico Championship de 2018
O Campeonato Superclássico de 2018 (nome original: Super Clásico Championship 2018 - KSA), foi a primeira edição torneio organizado pela Federação de Futebol da Arábia Saudita, aproveitando as datas FIFA para amistosos entre seleções entre os dias 11 e 16 de outubro de 2018. O torneio não é uma edição do Superclássico das Américas, pois este era organizado pela AFA e pela CBF.

## Jogos
Com a intenção de dar uma maior visibilidade aos amistosos previamente marcados envolvendo as seleções do Brasil, da Arábia Saudita, da Argentina e do Iraque, a Federação de Futebol da Arábia Saudita passou a tratar os jogos como "Superclássicos", devido ao nome do torneio idealizado por ela. Como Brasil e Argentina eram as principais equipes do torneio amistoso e fariam o jogo mais importante, seria oferecido um trófeu ao vencedor da partida. Os brasileiros derrotaram os argentinos por 1 a 0 na final simbólica.   

### Resultados
| 11 de outubro de 2018 | Iraque | 0 – 4 | Argentina                                               | Estádio Príncipe Faisal bin Fahd, Riade |
|                       |        |       | 18' Martínez · 53' Pereyra · 82' Pezzella · 90+2' Cervi | Árbitro: AUS Jarred Gillett             |

| 12 de outubro de 2018       | Arábia Saudita | 0 – 2     | Brasil                                | Estádio da Universidade Rei Saud, Riade     |
| 15:00 (UTC-3) 21:00 (UTC+3) |                | Relatorio | 42' Gabriel Jesus · 90+5' Alex Sandro | Público: 23 401 Árbitro: HOL Danny Makkelie |

| 15 de outubro de 2018 | Arábia Saudita | 1 – 1 | Iraque          | Estádio da Universidade Rei Saud, Riade |
| 21:00 (UTC+3)         | Al-Bishi 90+4' |       | 71' Mohanad Ali | Árbitro: AUS Peter Green                |

| 16 de outubro | Brasil        | 1 – 0     | Argentina | Cidade dos Esportes Rei Abdullah, Jidá   |
| 21:00 (UTC+3) | Miranda 90+2' | Relatorio |           | Público: 62 345 Árbitro: ALE Felix Brych |